# Eugeniu Celeadnic
Eugeniu Celeadnic (Tiraspol, 9 ottobre 1990) è un calciatore moldavo, difensore dell'Atletic Strășeni.

## Carriera
Ha giocato nella prima divisione moldava.